# José Alberto Mantilla Bardales
José Alberto Mantilla Bardales (né le 8 octobre 1991 à Tegucigalpa) est un peintre hondurien contemporain reconnu pour son travail artistique inspiré de l'impressionnisme et pour avoir introduit une nouvelle technique artistique, le linéisme.
Sa notoriété découle de ses œuvres colorées et texturées provenant d'une certaine utilisation technique de la couleur et de la forme. Ses créations figuratives incluent des portraits, des paysages et des natures mortes. L'influence prédominante sur son style artistique provient des impressionnistes, dont il adopte la méthode tout en y insufflant sa propre vision créative.

## Biographie

### Jeunesse et éducation
José Alberto Mantilla né à Tegucigalpa, la capitale du Honduras, et grandit dans la ville de Choluteca au sein d'une famille nombreuse, composée de six frères et sœurs, et de son père et sa belle-mère. Malgré les aspirations de son père, un ingénieur industriel, qui envisageait pour lui une carrière similaire, Mantilla nourrit dès son plus jeune âge une passion ardente pour l'art et nourrit le désir d'en faire son métier.
Confronté à l'absence de soutien familial pour sa vocation artistique, Mantilla rencontre des obstacles dès ses premiers pas dans le monde de l'art. Il n'a eu qu'une seule occasion de laisser libre cours à sa créativité en réalisant une peinture murale dans sa maison d'enfance, faute de matériel fourni par son père et sa belle-mère.
Pour surmonter ce manque de reconnaissance et d'opportunités dans son pays d'origine, Mantilla décide d'entreprendre des études en gestion commerciale à l'Université autonome du Honduras. Cependant, le décès de son père en 2016 constitue un tournant décisif dans sa vie, le poussant à quitter le Honduras et à chercher de nouvelles perspectives à l'étranger.

### Engagement artistique et activisme
Fort de son parcours et de ses expériences, Mantilla se positionne comme porte-parole des jeunes artistes honduriens, soulignant les obstacles et les défis auxquels ils sont confrontés dans leur quête de reconnaissance et de soutien. Il milite en faveur de l'instauration de programmes gouvernementaux visant à encourager et à promouvoir les talents artistiques émergents.
Son engagement pour la cause artistique dépasse les frontières nationales. Mantilla s'efforce de démontrer que l'art peut être un vecteur de succès et de transformation sociale, transmettant ainsi un message d'inspiration et d'espoir aux jeunes de son pays. Il les encourage à croire en leurs capacités et à saisir les opportunités qui se présentent à eux.

#### Les débuts artistiques à Paris
Dès son arrivée à Paris en 2016, José Alberto Mantilla Bardales entame son parcours artistique en s'inscrivant à des cours de théâtre dispensés au célèbre Cours Florent. Parallèlement, ses fréquentes visites dans les musées parisiens deviennent une source d'inspiration essentielle, l'incitant à se procurer ses premiers pinceaux et toiles. Explorant une variété de techniques et de mediums, de la craie à l'acrylique. Mantilla se laisse influencer par les grands maîtres, notamment Van Gogh, dont la technique et les œuvres exercent sur lui une profonde fascination. Parmi les autres artistes qui nourrissent son imagination, on compte Cézanne, Renoir, Picasso et Bonnet, chacun contribuant à élargir sa palette de couleurs et à approfondir sa compréhension de l'art.
Cependant, c'est dans la peinture à l'huile que Mantilla trouve son expression privilégiée. Celle-ci lui permet d'explorer pleinement son concept, le linéisme, qui devient rapidement une caractéristique distinctive de son style pictural. Parallèlement à son engagement artistique, il doit jongler avec sa carrière professionnelle en occupant divers emplois, notamment chez LVMH. Malgré les défis rencontrés, le peintre réalisa jusqu'à une soixantaine tableaux tout au long de cette période.
De 2016 à 2020, Mantilla consacre ainsi un temps considérable à perfectionner sa technique artistique, se livrant à une pratique autodidacte intense. Cette période d'apprentissage lui permet non seulement de développer son propre style, mais aussi de consolider sa maîtrise de la peinture à l'huile.

#### Reconnaissance par l'UNESCO
En 2022, José Alberto Mantilla Bardales se fait connaître sur la scène artistique à la suite de la reconnaissance de son travail par l'UNESCO. Choisi parmi un groupe d'artistes éminents, il représente l'Amérique latine et les Caraïbes au siège de l'UNESCO, exposant une série de vingt toiles à l'occasion de la Semaine de l'Amérique latine et des Caraïbes. Son exposition rencontre un vrai succès, son nom est cité dans plusieurs journaux français et honduriens.
Les années suivantes la popularité de Mantilla croît grâce aux réseaux sociaux, où ses créations captivent un public de plus en plus large. Toujours actif dans la création artistique, il réalise des œuvres tant pour des particuliers que pour des expositions, consolidant ainsi sa réputation et son influence dans le monde de l'art contemporain.

## Expositions

### 2023
En avril 2023, José Alberto Mantilla Bardales expose aux Deux Girafes et attire l'attention. En juin de la même année, il poursuit en exposant au Select, un lieu emblématique de la scène artistique parisienne, fréquenté par des figures telles que Picasso, qui ont également exposé dans ce café historique soutenant les jeunes talents artistiques.

### 2024
En avril 2024, Mantilla a collaboré avec la galeriste Goar San Fillipo, inventrice de l'art parfumé. Ensemble, ils ont créé une collection d'une dizaine œuvres, inspirées par le printemps. Cette exposition a été présentée à la galerie Perfume Art Creation située dans le village suisse de Paris. Les œuvres du peintre ont été réalisées sur des toiles en tissu puis imprégnées de parfum selon son concept. L'arrivée du printemps a donc été une source inépuisable d'inspiration pour l'artiste, stimulant sa créativité et l'incitant à capturer la richesse des couleurs et des parfums de cette saison.

## Influence et Perspectives
L'arrivée de José Alberto Mantilla à Paris a joué un rôle déterminant dans son épanouissement artistique, lui offrant un terrain propice à l'exploration et à la création. Cette immersion dans la capitale française a intensifié son désir de s'exprimer artistiquement, stimulant une curiosité héritée de son père et alimentant ainsi son processus créatif.
Les influences artistiques de Mantilla trouvent leur source dans son environnement immédiat ainsi que dans ses rencontres. Ses œuvres, imprégnées de l'esprit impressionniste, rendent hommage aux grands maîtres de ce mouvement, parmi lesquels Van Gogh, dont la passion pour la couleur a profondément influencé son travail. C'est à travers cette exploration artistique et cette fascination pour la palette des impressionnistes que Mantilla a développé sa propre technique, le linéisme, lui permettant de jouer avec les nuances de couleurs avec une finesse remarquable.
Le linéisme confère à ses toiles une profondeur et une complexité qui attirent le regard. Malgré l'évocation initiale de l'impressionnisme ou de l'art naïf par leurs couleurs vives et leur texture accrocheuse, ces œuvres révèlent en réalité une richesse artistique. Les lignes du linéisme injectent représentent une énergie et un mouvement insufflant une vie aux objets de création.